# Rita Johnson
Rita Johnson, född 13 augusti 1913 i Worcester, Massachusetts, död 31 oktober 1965 i Hollywood, Kalifornien, var en amerikansk skådespelare.
Hon filmdebuterade 1937 och medverkade i över 35 filmer, oftast i relativt stora roller. Hennes karriär avstannade dock 1948 på grund av en olyckshändelse som ledde till hjärnskador.

## Filmografi, urval
- 1939 – Vem sköt McLain?
- 1940 – Edison, uppfinnaren
- 1941 – Min ande på villovägar
- 1942 – Kadettflamman
- 1943 – Hans vän 'Flicka'
- 1945 – Susans kärleksaffärer
- 1945 – Håll ångan oppe!
- 1947 – Kärleksgnabb
- 1947 – Innan domen faller
- 1948 – Den stora klockan
- 1948 – Sov, min älskling!
- 1948 – Oj, oj, oj en sån smekmånad
- 1954 – Susan sov hos mej